# Le Pecq
Le Pecq là một xã trong vùng hành chính Île-de-France, thuộc tỉnh Yvelines, quận Saint-Germain-en-Laye, tổng Le Pecq. Tọa độ địa lý của xã là 48° 53' vĩ độ bắc, 02° 06' kinh độ đông. Le Pecq nằm trên độ cao trung bình là 25 mét trên mực nước biển, có điểm thấp nhất là 67 mét và điểm cao nhất là 176 mét. Xã có diện tích 2,84 km², dân số vào thời điểm 1999 là 16.318 người; mật độ dân số là 5746 người/km².